# Derbicios

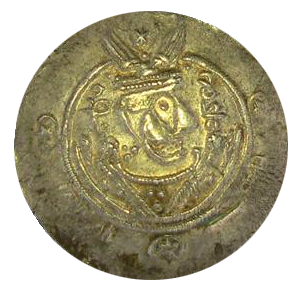
Pecunia de Tabaristan

Los derbicios o derbicis (en latín: derbiccae; en antiguo griego: derbikkai) fue un pueblo aparentemente escita, que se estableció en la región de Margiana, en la orilla izquierda del río Oxus, entre este río y la costa del mar Caspio. Ctesias de Cnido los nombra derbis y derbisis (en latín: derbii o derbissi).
Estrabón decía que adoraban la tierra, nunca mataban a las mujeres y que mataban a los que pasaban de los 70 años, pudiendo su pariente más cercano comerse su carne; sí que mataban a las mujeres viejas pero las enterraban. Si alguien moría antes de los 70 años se le enterraba pero no se le comía la carne.

## Reyes derbicios
- Amoreos

- Datos: Q5261391